# 346-й мотострелковый полк
346-й мотострелковый полк — тактическое формирование Сухопутных войск Российской Федерации.

## История
346-й мотострелковый полк сформирован в ходе мобилизации в России в 2022 году. Основной костяк личного состава был представлен жителями Владимирской, Курской, Орловской и Липецкой областей. Формальная подготовка солдат велась в Пакино Ковровского района Владимирской области сроком 18 дней с 23 сентября — 11 октября 2022. В реальности подготовки никакой не проводилось.
13 октября 2022 346-й мотострелковый полк был переброшен в зону боевых действий в посёлок Ягодное Купянского района Харьковской области. В зоне боевых действий бойцы были вооружены только автоматами и лопатами. Там полк понёс первые потери, также бойцы столкнулись с плохим снабжением питанием, экипировкой, средствами связи, бытовыми принадлежностями. Затем 6 ноября полк передислоцировали на станцию Куземовка (ЛНР), где попали под настойчивый огонь артиллерии противника. После этого бойцы частью ушли в место дислокации штаба в Новониканоровке, частью в Нижнюю Дуванку, после чего командиры пытались вернуть солдат обратно на прежние позиции.
Осенью 2024 года принимали участие в боях в Курской области.